# Strongyloides
Strongyloides é um gênero de parasitas do sistema gastro-intestinal. As espécies desse gênero possuem ciclos de vida complexos, onde larvas podem seguir diferentes caminhos de desenvolvimento, levando a formas sexuais de vida livre ou a estágios infecciosos. O número de gerações livres subsequentes possíveis sem uma fase parasitária varia entre espécies, sendo de apenas uma em Strongyloides stercoralis e de oito em Strongyloides planiceps.
A espécie Strongyloides stercoralis parasita o homem e causa uma doença chamada estrongiloidíase. O gênero conta com cerca de 53 espécies. e S. stercoralis é a espécie-tipo. Essa espécie já foi encontrada em outras espécies além do homem, como gatos e cães. Primatas não-humanos também são parasitados por espécies do gênero, como S. fuelleborni e S. cebus, mas S. stercoralis também parasita primatas em cativeiro.